# Frédéric Boilet

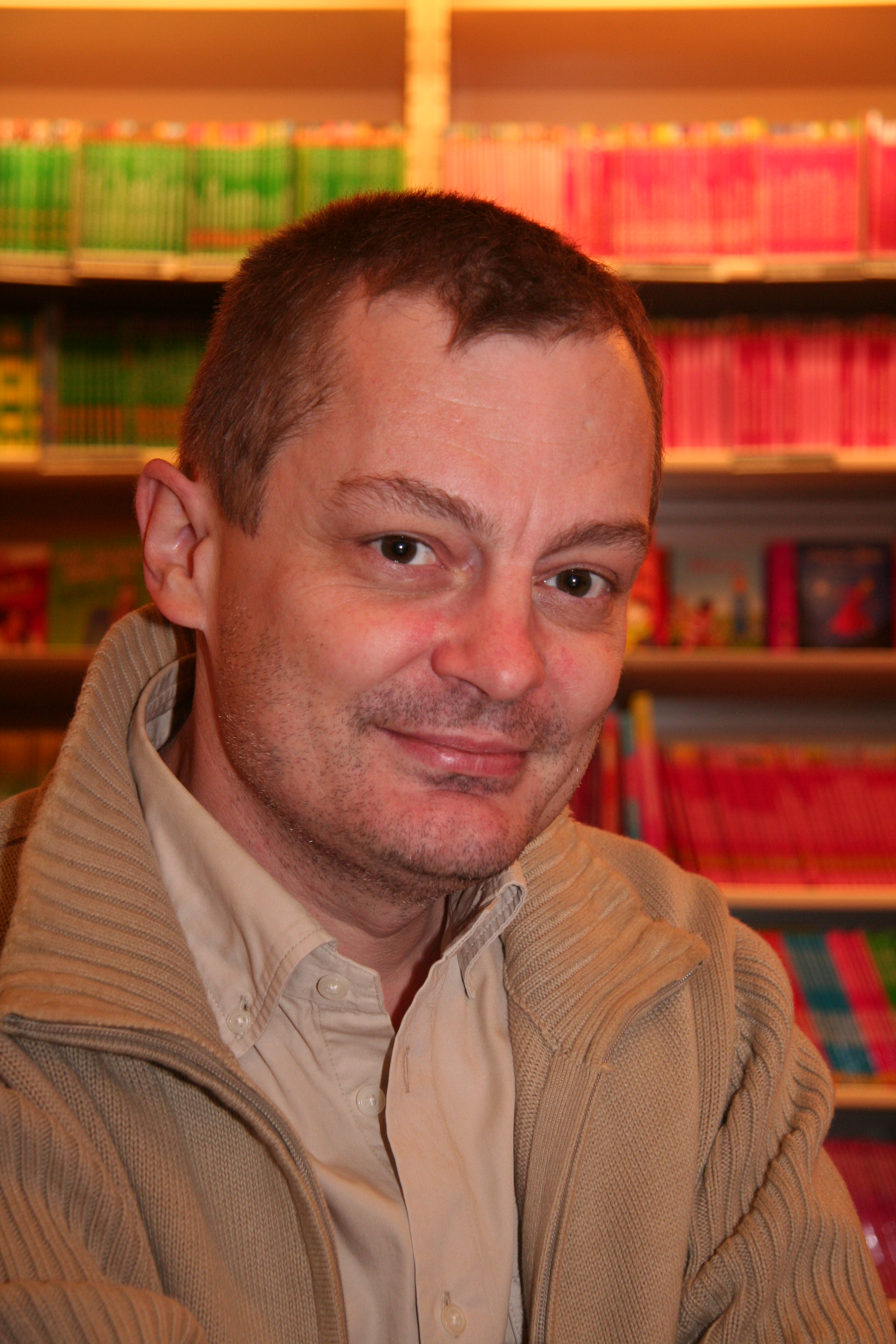
Frédéric Boilet 2007

Frédéric Boilet (* 16. Januar 1960 in Épinal, Département Vosges in Lothringen) ist ein französischer Comicautor und -Zeichner, der seit langem in Japan lebt und arbeitet und dort die Staatsangehörigkeit erworben hat.

## Leben und Werk
Boilet besuchte die Kunstakademie (École nationale supérieure d'art) in Nancy von 1978 bis 1983. Im selben Jahr wurde sein erster Comic veröffentlicht, La Nuit des Archées, der von Guy Deffeyes geschrieben wurde. Es folgte eine historische Geschichte in zwei Bänden, Les Veines de l'Occident, die von René Durand getextet wurde.
1987 erschien das erste Album, das er getextet und gezeichnet hat, le Rayon vert. Boilet hatte das Pech, dass der Verlag kurz nach Erscheinen des von der Kritik hoch gelobten Bandes Pleite machte. 2009 erschien es erneut.

1990 konnte Boilet, dank der Unterstützung von Shoei und des Centre national du Livre nach Japan reisen.
Das in Zusammenarbeit mit Benoît Peeters entstandene Love Hotel (1993) erzählt die seltsamen und komischen Erlebnisse eines Franzosen in Japan. Das Buch ist durchgängig zweisprachig französisch und japanisch.
Im folgenden Jahr war er von April bis September Stipendiat der Villa Kujoyama in Kyōto, ein Novum für einen Comickünstler. 
In Paris gründete er 1995 das Atelier des Vosges  zusammen mit Christophe Blain, David B., Émile Bravo, Joann Sfar, Emmanuel Guibert und Tronchet.
Boilet kehrte 1997 nach Japan zurück mit dem Ziel, dort zu bleiben und sich als Comicautor zu etablieren. Eine japanische Ausgabe von Tōkyō est mon jardin entstand und Werke, die nur für den japanischen Markt bestimmt sind, Une belle manga d'amour und eine Reihe illustrierter Bücher unter dem ironischen Titel Prisonnier des Japonaises (moderne Lettres persanes).
Boilet ist Vermittler japanischer Autoren in Frankreich, etwa von Jirō Taniguchi. Er initiiert den multikulturellen Versuch La Nouvelle Manga, dessen Titel an die Nouvelle Vague des französischen Kino anspielt. Er gab außerdem von 2004 bis 2008 eine Reihe von Autorenmangas,  Sakka bei Casterman heraus und auch das Gemeinschaftsprojekt Japon, das 2005 in Castermans Reihe Écritures erschien. Die Mitarbeiter des Buches waren Moyoko Anno, Aurélia Aurita, Frédéric Boilet, Nicolas de Crécy, Étienne Davodeau, Little Fish, Emmanuel Guibert, Kazuichi Hanawa, Daisuke Igarashi, Taiyō Matsumoto, Fabrice Neaud, Benoît Peeters, David Prudhomme, François Schuiten, Joann Sfar und Kan Takahama.
Boilet hat ein vielschichtiges Werk geschaffen. 
Sein Zeichenstil hat sich im Laufe seiner Karriere verändert. Von Anfang ein virtuoser Zeichner, hat er Schritt für Schritt verstärkt Fotografie in seine Arbeit integriert.

## In Frankreich erschienene Alben
- La Nuit des Archées – Text von Guy Deffeyes (Bayard Presse 1983)
- Les Veines de l'Occident t1, la Fille des Ibères – Text von René Durand (Glénat 1985)
- Les Veines de l'Occident t2, le Cheval-démon – Text von René Durand (Glénat 1988)
- Le Rayon vert, Magic Strip 1987; erweiterte Neuausgabe, Les Impressions Nouvelles 2009
- 36 15 Alexia (Les Humanoïdes Associés 1990; Neuauflage bei Ego comme X, 2004)
- Love Hotel – Text von Benoît Peeters (Casterman 1993; Neuauflage bei Ego comme X 2005)
- Tōkyō est mon jardin – Mit Benoît Peeters und Jirō Taniguchi (Casterman, 1997; Neuauflage 2003)
- Demi-tour – Mit Benoît Peeters und Emmanuel Guibert (Dupuis Aire libre 1997)
- L'Épinard de Yukiko. Ego comme X 2001
- Mariko Parade – Mit Kan Takahama, Tournai: Castermann 2003.
- L'Apprenti Japonais, Texte, Zeichnungen, Fotos, Les Impressions Nouvelles 2006
- Elles, Ego comme X 2007

## In Japan erschienen
- Tōkyō wa boku no niwa (東京は僕の庭); Tōkyō est mon jardin. Mit Benoît Peeters und Jirō Taniguchi (Kōrinsha 1998)
- Ren'ai manga ga dekiru made (恋愛漫画ができるまで); Une belle manga d'amour. Mit Benoît Peeters und Emmanuel Guibert (Bijutsu Shuppansha 1999)
- Yukiko no hōrensō (ゆき子のホウレン草); L'Épinard de Yukiko (Ohta Shuppan 2001)
- Mariko Parade (まり子パラード). Mit Kan Takahama (Ohta Shuppan 2003)